# The Underdogs
The Underdogs est un duo de réalisation artistique de musique pop/R&B composé de Harvey Mason, Jr. et Damon Thomas. Ils Fondent le label Underdog Entertainment.

## Source
- (en) Cet article est partiellement ou en totalité issu de l’article de Wikipédia en anglais intitulé « The Underdogs (duo) » (voir la liste des auteurs).